# Ланской, Дмитрий Сергеевич
Дмитрий Сергеевич Ланской (1767 — 2 ноября (21 октября) 1833; Лондон) — московский губернатор, сенатор и тайный советник.

## Биография
Родился в небогатой дворянской семье Ланских. Сын помещика Холмского уезда Новгородской губернии Сергея Артемьевича Ланского (1710—1785) от брака его с Анной Фёдоровной Ушаковой (1724—1809). Двоюродный брат фаворита императрицы Екатерины II — генерал-адъютанта А. Д. Ланского. Вместе с братьями (в семье было восемь сыновей, один из них В. С. Ланской) получил домашнее образование.
Службу начал в январе 1780 года сержантом в гвардии, будучи капитаном, принимал участие в русско-турецкой войне. Вышел в отставку в 1795 году в чине полковника и назначен на гражданскую службу. В начале директор экономии в Саратовской губернии, с 1797 по 1 октября 1799 года служил прокурором в Вологодской губернии, а с 1800 года — член Главного почтового правления.
С 1801 года действительный статский советник. В 1802—1804 года виленский; затем московский губернатор (1806— 17.05.1810). Из-за конфликта с главнокомандующим в Москве графом И. В. Гудовичем переведён в Киев (17.05.1810—30.11.1811). С декабря 1809 года тайный советник, с 5 декабря присутствовать в Сенате, а с 7 декабря 1811 года во 2-м отделении 5-го департамента Правительствующего сената.
Во время Отечественной войны 1812 года генерал-интендант 2-й западной армии князя Багратиона. После Бородинского сражения из-за болении почек оставил армию и вернулся в Петербург. 23 декабря 1812 г. — действительный тайный советник. С 1813 по 28 декабря 1819 года управляющий департаментом государственных имуществ. С сентября 1821 года сенатор. 24 февраля 1826 года из-за расстроенного здоровья Ланской вышел в отставку и для лечения выехал за границу.

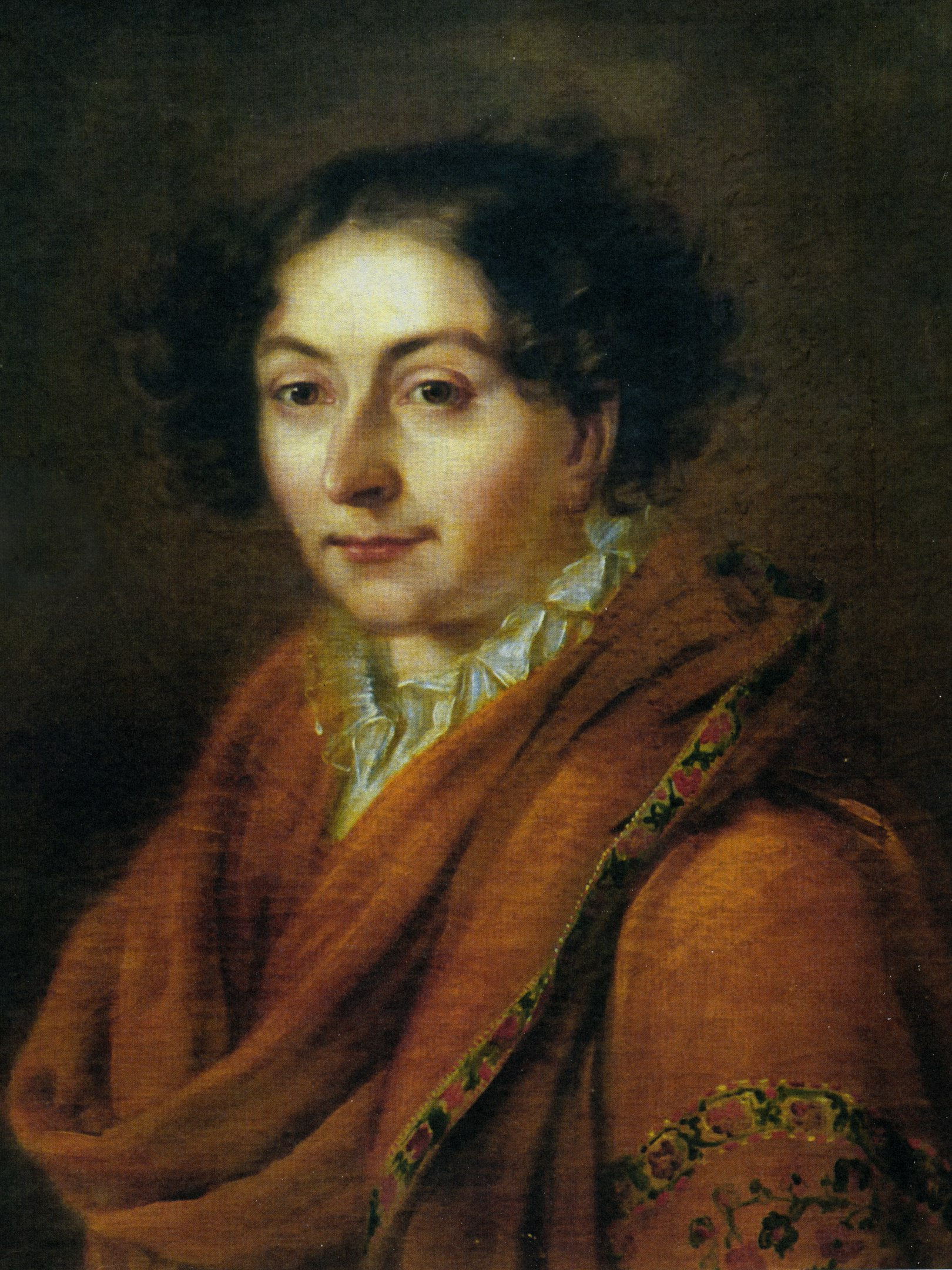
Варвара Одоевская. Ульяновский областной художественный музей.

По критическому отзыву князя И. М. Долгорукова, Ланской был «эгоист и хитрый человек-угодник, ищущий только своей пользы и нимало не способный быть благодетелем, каким он себя любил выказывать». Согласно мемуарам князя С. П. Трубецкого, после подавления восстания декабристов Ланской «не позволил родному племяннику жены своей князю А. И. Одоевскому никакой попытки к избежанию ожидавшей его участи и, не дав ему отдохнуть, повёл во дворец. После чего супруга Ланского наследовала две тысячи душ от князя Одоевского по произнесению над ним приговора».
Скончался в октябре 1833 года в Лондоне. К. Я. Булгаков сообщал брату, что «Ланской приехал туда столь слабым, что нельзя было предпринять операцию от каменной болезни, с тем он и жизнь кончил. Добрый был человек и знал хорошо хозяйственные дела». Тело его было перевезено в Петербург и похоронено на Тихвинском кладбище Александро-Невской лавры.
Жена — княжна Варвара Александровна Одоевская (ум. 11.09.1845), дочь сенатора князя Александра Ивановича Одоевского (1738—1797). Похоронена рядом с мужем. Их дочери Мария (27.12.1804—?) и Софья.

## Литературные труды
Единственная напечатанная при жизни работа — посвящённый двоюродному брату А. Д. Ланскому (фавориту Екатерины II) перевод вольтеровского «Надгробного похвального слова Людовику XV». «Малое, но довольно известное всему свету … славное слово» (по словам самого Ланского) было не столько жизнеописанием, сколь назидательным произведением; Людовик XV в нём выведен в образе идеального правителя.